# Hydrachna marshallae
Hydrachna marshallae är en kvalsterart som beskrevs av Lundblad 1934. Hydrachna marshallae ingår i släktet Hydrachna och familjen Hydrachnidae. Inga underarter finns listade i Catalogue of Life.